# مجلس شيوخ ألاسكا
مجلس شيوخ ألاسكا (بالإنجليزية: Alaska State Senate)‏ هو الغرفة العليا في الجمعية التشريعية لولاية ألاسكا، وهي الهيئة التشريعية لولاية ألاسكا الأمريكية، ويتكون المجلس من عشرين عضوًا فقط، مما يجعله أصغر غرفة تشريعية في الولايات المتحدة. يخدم أعضاؤه لمدة أربع سنوات، وكلٌ منهم يمثل عددًا متساويًا من الدوائر التي تضم تقريبًا 35,512 نسمة، وفقًا لإحصائيات تعداد عام 2010، ولا يخضع هؤلاء الأعضاء لقيود الفترات الزمنية للخدمة.

## الصلاحيات
يتقاسم المجلس مسؤولية سن القوانين في الولاية مع مجلس نواب ألاسكا، وتخضع هذه القوانين لثلاث أو أربع قراءات خلال العملية التشريعية. بعد القراءة الأولى، تُوجّه إلى لجنة معينة تمتلك صلاحية تعديل القوانين أو حتى حجب التشريع ومنعه من الوصول إلى أرضية المجلس، وبمجرد أن تبدي لجنة رأيها في قانون معين، يعود إلى الأرضية للقراءة الثانية والثالثة، والتي تحدث قبل التصويت النهائي عليه، وبعد موافقة مجلس الشيوخ على القانون، يُرسل إلى الغرفة التشريعية المقابلة للنظر فيه، ومنها إلى الحاكم.

## طالع أيضًا
- كونغرس ألاسكا